# 延中站
延中站（韓語：연중역）是朝鮮民主主義人民共和國平安北道泰川郡的一個鐵路車站，属于青年八院线和马坪线。

## 邻近车站
青年八院线
新龙站 - 延中站 - 泰川站
马坪线
延中站 - 萱花站